# جان راسين

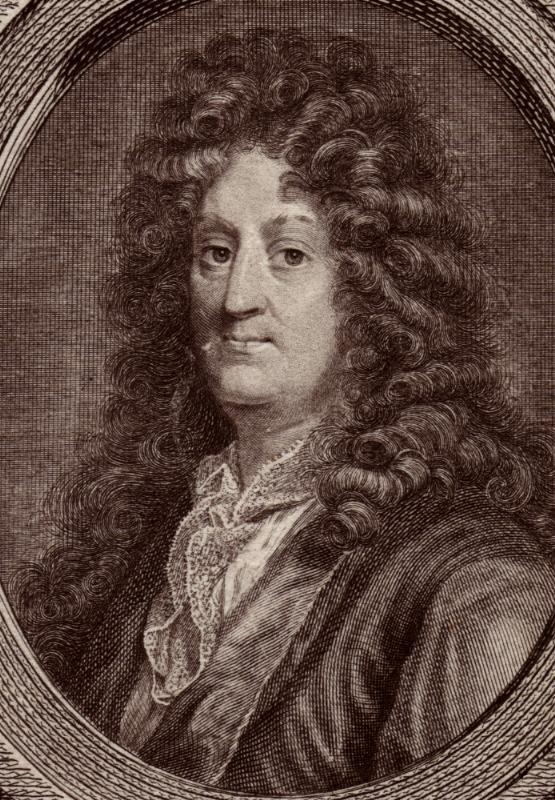
جان راسين

جان راسين (بالفرنسية: Jean Racine) ‏(1639 - 1699) شاعر وكاتب مسرحي فرنسي.
كان جان راسين من الكتاب المسرحيين الرئيسيين في الأدب الفرنسي. نشط خلال عصر الملك لويس الرابع عشر ملك فرنسا المجيد. وكان معاصراً لموليير وبوالو. وكان موليير في البداية - في فترة التمثيل والإخراج المسرحيين - إلى جانب حياته العملية في التأليف. يقدم روايات من تأليف راسين. ولكنها أخفقت فنياً. فانصرف الكاتب إلى فرقة مسرحية أخرى منافسة. وكان شاعراً من شعراء البلاط من سنة 1633 م، ومن أشهر مسرحياته: بيرينيس، وأفيجيني، وفيدر، وأستير. وكلها مآسٍ - أو تراجيديات - ذات شكل كلاسيكي بحت، وطاقة درامية بسيطة.

## سيرته وأعماله
جان راسين هو شاعر وكاتب مسرحي فرنسي. ولد جان راسين عام 1639 في البلدة الصغيرة فيرتي ميلون في مقاطعة فالوا في عائلة لمسؤل قضائي فقير الحال. وفي سن الثالثة أصبح جان يتيم الابوين ترعاه جدته. عندما بلغ التاسعة من العمر التحق بالمدرسة الرهبانية بورت رويل حيث تلقى تعليما كلاسيكيا ممتازا.ادرك راسين مبكرا جدا ان الالوهية ليست حرفته بل الادب.
هنالك أسطورة تقول أن راسين الشاب كتب مسرحيته الأولى عن رواية المؤلف اليوناني هلي دوروس، لكن المعلمين سلبوه اياها واحرقوها. لكنه كان عنيدا فانغمس ثانية في الرواية واستعاد المسرحية لكنها احرقت مرة أخرى، بعد أن دمرت المخطوطة للمرة الثالثة صرح راسين بانه حفظ مسرحيته عن ظهر قلب لذلك لم يكن بحاجة لتدوينها، بعد تركه المدرسة انطلق راسين في سن التاسعة عشر إلى باريس لدراسة القانون تعرف على الكتاب المعاصرين وكان من بينهم لافونتين المؤلف المستقبلي للخرافات. في عام 1666 تلقت قصيدة راسين الغنائية في تكريم زواج لويس الرابع عشر آراء اطرائية من الكاتب تشارليس بيرلوت الذي كان مؤثرا إلى حد بعيد في ذلك الوقت، في نفس العام ذهب راسين إلى لانغ ويدوكالريفية املا في الحصول على منصب في الكنيسة غير ملزم واعالة مالية، قرأ جان أعمال عالم
اللاهوتتوماس اكويوسلعدة أيام بلا توقف وفي المساء كتب رسالة لصديقه لافونتينعن النساء المحليات قائلا عنهن «مدهشات لكني نصحت ان اكون اعمى وان لم اكن اعمى تماما يجب ان اكون اصما، فعندما تكون مع الرجال الورعين يجب ان تكون ورعا أيضا تماما كما كنت ذئبا مع جميع رفاقك الذئاب».
ولانه لم يحصل على الإعالة المالية عاد جان إلى العاصمة بعد عامين ومنذ ذلك الحين انصب اهتمام راسين على الادب والمسرح لم يشك لحظة في قدراته على كتابة المسرحيات وإنتاجها. أصبح قالب:جان على علم باشخاص ذوي نفع في البلاط وفي حلقات الادب الباريسية نتيجة لذلك قدم موليير العملين التراجيديين لـ راسين بعد أربعة وعشرين عاما وهما الاخوة الأعداء والاسكندر العظيم. اختار راسين المفعم بالنشاط والحيوية أسلوب التراجيديا الذي برع فيه بيركورنيلعندئذ وذلك من اجل
الدفاع عن الكاتب المسرحي المبجل في مناطقه.
في عام 1665 قطع جان راسين الكاتب المسرحي الفرنسي علاقاته مع مسرح مولييروعاد إلى مسرح اوتيل ديبوغروإضافة إلى ذلك اقنع راسين أفضل ممثلة لدى موليير تيريز دو بارك عشيقته للانتقال إلى ذلك المسرح أيضا، فلعبت لاحقا الدور الذي يستمد منه اسم المسرحية في عمل راسين التراجيدي اندروماش. أصبحت هذه المسرحية الرائعة الأولى لـ قالب:راسين، اسر الكاتب المسرحي مشاهديه لكن ليس بحبكة ممتعة بل بديناميكية ابطاله. رغم أن العديد اعتبر السيكولوجية الملقحة لمسرحيات راسين التراجيدية حزنا مقصودا وتم تأليف اغان ساخرة انتشرت في ارجاء باريس قالت ان الحلاقين توقفوا عن الحلاقة وتوقف صانعوا الاحدية عن الخياطة كلهم اندفعوا للبكاء في المسرح أثناء مشاهدة مسرحية اندروماش. بعد عام من ذلك اصدر الكاتب المسرحي مسرحيته الكوميدية الوحيدة المتخاصمون. الف راسين المسرحية بأسلوب لم يعهده من قبل ليبرهن لموليير ان كتابة الملهاة ليس بالامر الصعب ابدا. في عام 1670 كلفت اخت زوجة لويس السادس عشر هينريتا الإنجليزية وبشكل متزامن كلا من كورنيل وراسين بتأليف المسرحيات التراجيدية حول فكرة رئيسية واحدة تدور حول حب الملكة اليهودية بيرنس والإمبراطور الروماني تيتوس فنشأت منافسة قوية بين الكاتبين وكان الفائز هو جان راسين استمر عرض بيرنيس اضعاف عرض مسرحية كورنيلوعلى الرغم من اصله المتواضع تمكن راسين من احتلال مكان بين الصفوة وقد لمع نجمه لاكثر من عشر سنوات في البلاط حيت شارك في الاحتفالات الملكية المهيبة ومراسم البلاط، وقد منح لقب النبلاء على يد الملك الذي كان يميل إليه بشدة وقد شكل إنتاج المسرحية التراجيدية فيدرا نقطة التحول في سيرة راسين الناجحة وقد اعتبرها المؤلف أفضل مسرحياته إلا أن حاسديه في
البلادلم يدخروا جهدا لإفشال فيدرا فاتهموا الكاتب بالفجور. لم يرغب راسينفي المشاركة بالدسائس وهكذا وفي عام 1677 اتخد راسين قرارا غير متوقع بترك المسرح في
اوج نجاحه.
خلع على الكاتب المسرحي السابق منصب مؤرخ البلاط وابعد بعدئذ عن البلاط وعاش حياة منعزلة. في الثامنة والثلاثين من عمره تزوج فتاة عادية هي كاترين رومانيس لم تقرأ كاترين مسرحية واحدة من مسرحياته ففي عينيهالم يكن راسين الكاتب المسرحي الفرنسي العظيم بل والد أبنائها السبعة.
كتب المؤلف النشيط والطموح صاحب المسرحيتين التراجيديتين الرائعتينفيدرا واندروماش خلال الأعوام العشرين الأخيرة من عمره مسرحيتين فقط.
توفي جان راسين اواخر القرن السابع عشر مبرهنا انه بالرغم من الصيغ الصارمة للمدرسة التقليدية فانه يمكن تأليف أعمال تراجيدية سيكولوجية تجمع وضوح الفكرة والاختراق العميق لمكامن الروح البشرية.
من أشهر تراجيدياته ((أندروماك))

## روبط خارجية
- جان راسين على موقع IMDb (الإنجليزية)
- جان راسين على موقع الموسوعة البريطانية (الإنجليزية)
- جان راسين على موقع ميوزك برينز (الإنجليزية)
- جان راسين على موقع قاعدة بيانات برودواي على الإنترنت (الإنجليزية)
- جان راسين على موقع إن إن دي بي (الإنجليزية)
- جان راسين على موقع أول ميوزيك (الإنجليزية)
- جان راسين على موقع ديسكوغز (الإنجليزية)
- جان راسين على موقع قاعدة بيانات الفيلم (الإنجليزية)